# آب بيد (مازو)
آب بید (بالفارسية: آب‌بید) هي منطقة سكنية تقع في قسم مازو الريفي، بمقاطعة أنديمشك التابعة محافظة خوزستان، إيران. يقدر عدد سكانها بـ 92 نسمة حسب الإحصاء السكاني الذي تمّ في عام 2006.